# Fever (álbum de Kylie Minogue)
Fever é o oitavo álbum de estúdio da cantora australiana Kylie Minogue. O seu lançamento ocorreu em 1 de outubro de 2001 na Austrália e no Reino Unido, através da Parlophone Records. O álbum mais tarde foi lançado nos Estados Unidos, em 26 de fevereiro de 2002, e foi o primeiro lançamento de um disco de Minogue no país desde o seu segundo trabalho fonográfico, Enjoy Yourself (1989). Minogue trabalhou com escritores e produtores como Cathy Dennis, Rob Davis, Richard Stannard, Julian Gallagher, TommyD, Tom Nichols, Pascal Gabriel e outros para criar o álbum, influenciado pelo disco e o europop. Outras influências musicais da obra foram percebidas, como a gama de synthpop até a de club music.
Quatro singles foram lançados do álbum. O primeiro single, "Can't Get You Out of My Head", foi lançado em 8 de setembro de 2001, e se tornou um enorme sucesso comercial, atingindo o pico do topo das paradas de 40 países, e vendeu mais de cinco milhões de cópias em todo o mundo. A canção, que é muitas vezes conhecida como a de assinatura de Minogue, é a sua maior venda de single a partir de hoje e um dos singles mais vendidos de todos os tempos. O single foi seguido por "In Your Eyes" e "Love at First Sight", que também tiveram um bom desempenho em gráficos internacionalmente. O último single de Fever, "Come Into My World", deu a Minogue seu primeiro Grammy, na categoria Melhor Gravação Dance em 2004, permanecendo como seu único ganho na premiação até 2024. Todos os quatro singles ficaram no top dez na Austrália e no Reino Unido, com "Can't Get You Out of My Head" chegando a primeira posição em ambos os países. Para promover o álbum, Minogue embarcou na turnê KylieFever2002.
Após o seu lançamento, Fever recebeu críticas positivas dos críticos de música, muitos dos quais elogiaram sua produção e natureza comercial. Da mesma forma, Fever foi um sucesso comercial, atingindo a primeira posição nas paradas de países como a Austrália, Áustria, Alemanha, Irlanda e Reino Unido. Nos Estados Unidos, alcançou a terceira posição na Billboard 200, tornando-se o maior sucesso da cantora no país. Também foi certificado sete vezes platina na Austrália pela Australian Recording Industry Association (ARIA), cinco vezes platina no Reino Unido pela British Phonographic Industry (BPI), e platina nos EUA pela Recording Industry Association of America (RIAA). Na Austrália, foi o décimo terceiro disco mais vendido da década. Fever já vendeu mais de 13 milhões de cópias em todo o mundo, e é o álbum mais vendido de Minogue até hoje.

## Antecedentes e produção
Em 1998, Minogue saiu da sua editora discográfica Deconstruction na sequência do mal desempenho comercial de seu sexto álbum de estúdio Impossible Princess. Ela assinou contrato com a Parlophone e lançou seu sétimo álbum de estúdio Light Years. O álbum foi um sucesso na crítica e no comercial, e mais tarde foi certificado quatro vezes platina na Austrália, pelas vendas de 280 mil cópias, e platina no Reino Unido pelas vendas de 300.000 cópias. "Spinning Around" foi lançado como o primeiro single do álbum e foi um sucesso comercial, alcançando uma certificação de platina na Austrália pelas vendas de 70.000 cópias, e uma certificação de prata no Reino Unido pelas vendas de 200.000 cópias. Ela promoveu o álbum com a turnê On a Night Like This, que se tornou a maior turnê coberta por uma artista feminina local ou internacional na Austrália.
Logo depois, Minogue começou a trabalhar em seu oitavo álbum de estúdio Fever. No álbum, ela colaborou com produtores e escritores, como o cantor e compositor britânico Cathy Dennis, que co-escreveu duas músicas e três co-produziu, Rob Davis, que co-produziu e co-escreveu três músicas, e Richard Stannard e Julian Gallagher, que co-produziram e co-escreveram três canções. Na mesma veia que Light Years, Fever é um álbum de música disco e dance-pop, que contém elementos da música adult contemporary e da música clube. A gravação do álbum esteve em estúdios como a Biffco Studios, em Dublin, Hutch Studios em Chicago, Olympic Studios em Londres e no Stella Studios.

## Lançamento e capa
Fever foi lançado pela Parlophone em 1 de outubro de 2001, na Austrália, no Reino Unido e em outros países europeus. Nos Estados Unidos, a obra foi lançada pela Capitol Records em 26 de fevereiro de 2002, e foi o primeiro disco de Minogue a ser lançado no país desde o seu segundo álbum de estúdio, Enjoy Yourself (1989). Assim, Minogue foi reintroduzida para o país após quase 13 anos de inatividade na região. Uma edição especial do álbum, contendo uma faixa inédita, intitulada "Whenever You Feel Like It", foi lançada em 19 de Novembro de 2002.
O estilista de Minogue, William Baker, colaborou com o designer gráfico Tony Hung para criar o conceito da obra de electro-minimalismo. Na capa, que foi fotografada por Vincent Peters, Minogue é vista "ligada por um cabo de microfone, literalmente amarrada" e vestida com um collant branco desenhado por Fee Doran, sob o rótulo de Mrs Jones, e os sapatos feitos por Manolo Blahnik. Em seu livro de moda retrospectiva, Kylie / Fashion, Minogue comentou sobre o tema do álbum, dizendo: "Toda a campanha foi tão forte, com certeza, gelo bom. O estilo de Willie [William] foi incrível e a fotografia [de Vincent Peters] feita para a segunda capa de um álbum incrível com ele". Uma nova capa foi emitida para a versão dos Estados Unidos, e apresenta um close-up de Minogue, que morde uma pulseira. A versão da capa dos Estados Unidos também serviu de capa para segundo single do álbum, "In Your Eyes".

## Estilo musical e conteúdo lírico
Fever é principalmente um álbum de dance-pop, com elementos proeminentes da década de 1970 e influências da dance music e europop. Jacqueline Hodges, da BBC Music, escreveu que o álbum não é "pop puro", e é bastante caracterizado por um som dançante mais aventureiro. O crítico da NME, Alex Needham, identificou um "efeito de filtro de disco", descrito como "você indo sob a água e, em seguida, vindo em êxtase para o ar", trabalhando em várias músicas no álbum. Ele também viu Fever como uma "atualização" do "disco espumoso" de Light Years. As canções como a faixa de abertura "More More More" e faixa de encerramento "Burning Up" são exemplos da influência do disco na produção do álbum. A primeira é uma canção uptempo com uma linha do baixo "badalada", enquanto a última foi descrita como um música disco com "ritmo lento". Elementos do teen pop aparece em canções como "Love at First Sight", que começa com uma introdução de piano elétrico, e o "agressivo" "Give It to Me". O primeiro single "Can't Get You Out of My Head" é uma canção midtempo "róbotica", com estilos do dance e do nu-disco. Muitos críticos achavam que várias músicas do álbum, em particular "Come Into My World", são semelhantes a "Can't Get You Out of My Head". A faixa-título "Fever" e "Dancefloor" desenham influências do synthpop e da club music, respectivamente. "In Your Eyes" contém indícios da música trance e house. Também existem influências menores da música ambiente no "atmosférico" "Fragile". A entrega vocal de Minogue varia de "sensual" (em "More More More") para "doce" (em "Your Love"). A última faixa contém instrumentação de uma guitarra acústica. Jason Thompson, de PopMatters, comentou que Minogue "sabe como se expressar através de melodias irresistíveis", tal como na faixa-título, que faz uso de um "sugestivo vocal ofegante". Ao contrário de esforços anteriores de estúdio de Minogue, Fever não contém quaisquer baladas.
Liricamente, Fever se concentra principalmente em temas de amor e prazer. Thompson descreveu o álbum como sendo "tudo sobre dança e ter um bom tempo". Na canção "Love at First Sight", Minogue descreve como ela amou seu parceiro na "primeira vista" e como isso levou a coisas boas acontecendo para ela. "Can't Get You Out of My Head" foi denominado um "mistério", como Minogue nunca menciona qual é o seu objeto de desejo na música. Lynskey Dorian, do The Guardian, sugeriu que Minogue refere-se a "um parceiro, uma evasiva de uma noite ou de alguém que não sabe que ela existe" como sua obsessão. A produção de "Give It to Me" contrasta com sua letra: Minogue insta seu parceiro a "desacelerar", mas a batida "vai no sentido oposto e diz para seu corpo para empurrá-lo um pouco mais na pista de dança". A letra de "Fragile" é simples e visa directamente ao "coração [do ouvinte]". "Come Into My World" é um "apelo por amor", com Minogue convidando seu parceiro em sua vida. Por outro lado, "Dancefloor" centra-se em questões de como lidar com o fim de um relacionamento, com Minogue comemorando uma ruptura por "perder ele na música".

## Recepção da crítica
| Críticas profissionais | Críticas profissionais |
| Pontuações agregadas   | Pontuações agregadas   |
| Fonte                  | Avaliação              |
| ---------------------- | ---------------------- |
| Metacritic             | 68/100                 |
| Avaliações da crítica  |                        |
| Fonte                  | Avaliação              |
| AllMusic               | [ 1 ]                  |
| BBC Music              | (favorável)            |
| Entertainment Weekly   | (B+)                   |
| NME                    | 7/10                   |
| Pitchfork Media        | 7.6/10                 |
| PopMatters             | (favorável)            |
| Slant Magazine         | [ 23 ]                 |
| The Guardian           | (favorável)            |

Fever recebeu avaliações favoráveis dos críticos de música. No Metacritic, Fever recebeu uma pontuação média de 68/100, com base em 15 comentários. Jason Thompson, de PopMatters, deu ao álbum uma avaliação extremamente positiva e elogiou a concepção e produção do mesmo, o chamando de "álbum perfeito de deslumbrantes músicas de dança", e afirmando que "provavelmente não haverá um álbum bom assim durante o ano inteiro". Chris True, da AllMusic, também deu uma avaliação aclamada e apreciou o disco simples e música dance-pop do álbum, dizendo que há "não uma faixa fraca, não uma balada extraviada xaroposa para arruinar o groove". Alex Needham, da NME, analisou o álbum positivamente, e observou que enquanto ele carece de profundidade, é "tão efervescente como um spa de pé" e que através do álbum, Minogue "mostra as novatas como se faz". Dominique Leone, da Pitchfork Media, deu ao álbum uma crítica favorável e elogiou sua simples e "confortável" composição, a denominando de "som maduro de uma artista madura, e que pode muito bem re-estabelecer Minogue para a geração VH1".
Alexis Petridis, do The Guardian, elogiou o carácter comercial da obra e o chamou de "um álbum pop maduro". Jacqueline Hodges, da BBC Music, favoreceu a consistência de Fever e elogiou sua perspectiva comercial, prevendo que o disco "irá vender em grande quantidade". Jim Farber, da Entertainment Weekly, classificou o álbum como "o melhor estrondo de retrô dance", mas sentiu que Minogue "ordenha a fórmula (de "Can't Get You Out of My Head") seca no álbum". Michael Hubbard, da MusicOMH, apreciou a natureza divertida do álbum e disse que "se você quiser algo para dirigir, para dançar, para colocar em uma festa em casa ou animar seus colegas de trabalho com, Fever é para você". Sal Cinquemani, da Slant Magazine, deu ao álbum uma crítica negativa, criticando os "vocais dolorosamente precisos" de Minogue e a monotonia do álbum.

## Promoção

### Singles

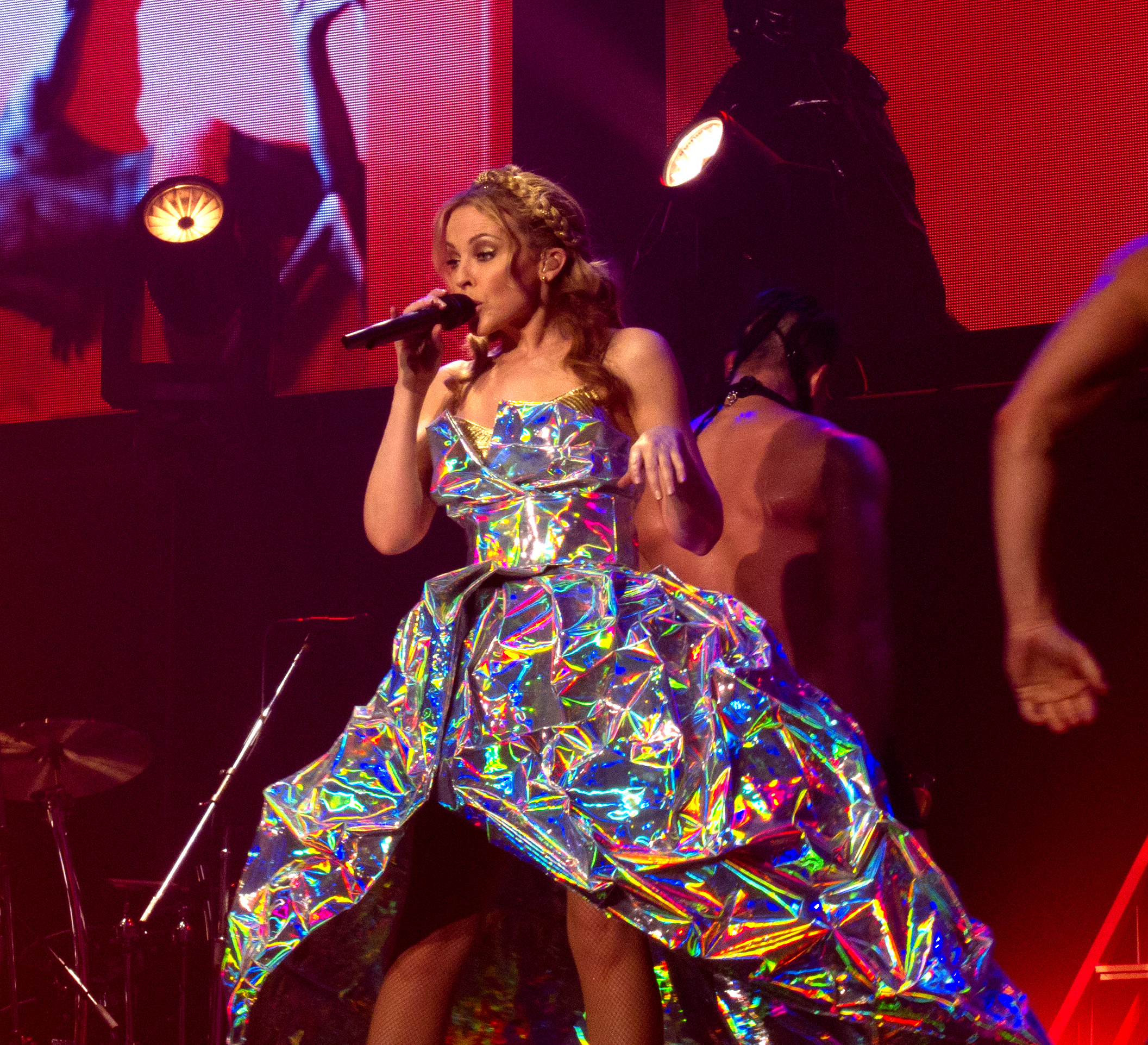
Minogue apresentando "Can't Get You Out of My Head" na turnê Aphrodite: Les Folies.

"Can't Get You Out of My Head" foi lançado como o primeiro single do álbum em 17 de setembro de 2001. A canção foi bem recebida pelos críticos de música, muitos dos quais complementaram sua vibe e capacidade de dança. Comercialmente, o single foi um enorme sucesso e chegou a primeira posição nas paradas de todos os países europeus (com exceção da Finlândia) e Austrália. A canção foi lançada nos Estados Unidos e conseguiu atingir o pico na sétima posição na tabela musical da Billboard Hot 100, tornando-se o single mais vendido de Minogue na região desde "The Locomotion". Foi certificado platina tripla na Austrália pelas vendas de 210.000 cópias, platina no Reino Unido pelas vendas de 600.000 cópias, e de ouro nos Estados Unidos pelas vendas de 500.000 cópias. Um vídeo musical para o single foi dirigido por Dawn Shadforth e apresenta Minogue e uma série de dançarinos em vários cenários futuristas.
"In Your Eyes" foi lançado como o segundo single do álbum em 18 de fevereiro de 2002. Ele recebeu críticas positivas dos críticos de música e foi elogiado por suas influências do house. Ele se tornou o segundo single consecutivo do álbum, com um pico acima no Australian Singles Chart. A canção também foi bem comercialmente sucedida internacionalmente e atingiu um pico no top dez em países como Itália, Finlândia, Suíça, e no Reino Unido. Ele foi certificado ouro na Austrália, seu país natal, pelas vendas de 35.000 cópias, e prata no Reino Unido, pelas vendas de 200.000 cópias. Um vídeo musical para a canção foi novamente dirigido por Shadforth, e apresenta Minogue executando uma dança e fazendo várias poses em uma sala iluminada por néon colorido.
"Love at First Sight" foi lançado como o terceiro single do álbum em 10 de junho de 2002. Recebeu críticas positivas dos críticos de música, com muitos dos quais favoreceram sua produção. A canção foi um sucesso comercial, e atingiu o pico no top dez em países como Austrália, Dinamarca, Itália, Nova Zelândia e Reino Unido. A canção foi remixada por Ruff e Jam, e esta versão foi lançada nos Estados Unidos, onde ela conseguiu se colocar na 23ª posição na tabela musical da Billboard Hot 100. A canção foi certificada ouro na Austrália pelas vendas de 35.000 cópias, e na Nova Zelândia pelas vendas de 7.500 cópias. Um vídeo musical para o single foi dirigido por Johan Renck, e apresenta Minogue dançando em um ambiente futurista, ostentando calças cargo e sombras de olho azul-petróleo.
"Come Into My World" foi lançado como o quarto e último single do álbum em 11 de novembro de 2002. A canção teve uma resposta favorável por parte dos críticos de música, que apreciaram o seu conteúdo lírico. Comercialmente, o single foi razoavelmente bom e chegou no top dez da Austrália, Bélgica (região francófona da Valónia), e no Reino Unido. Nos Estados Unidos, a canção chegou a 91ª posição na tabela musical Billboard Hot 100. Recebeu uma certificação de ouro na Austrália pelas vendas de 35.000 cópias. Um vídeo musical para a canção foi dirigido por Michel Gondry, e apresenta Minogue passeando em torno de uma rua movimentada em Paris, e cada vez que ela completa um círculo completo, uma duplicata dela aparece através de uma das lojas, e até o final do vídeo há quatro Minogues presente juntas.

### Turnê
Minogue lançou a turnê KylieFever2002 para promover o álbum. A excursão foi dividida em sete atos e "Can't Get You Out of My Head", "Come Into My World", "Fever", "In Your Eyes", "Love at First Sight" e "Burning Up" foram músicas do álbum incluídas no repertório. As roupas para a turnê foram desenhadas pela casa de moda italiana Dolce & Gabbana, e Minogue passou por um total de oito trocas de roupas durante a turnê. As apresentações que aconteceram no Manchester Evening News Arena, na Inglaterra, foram filmadas para o DVD ao vivo da turnê, intitulado KylieFever2002: Live in Manchester, que foi lançado em 18 de novembro de 2002. O DVD foi disco de platina no Canadá pelas vendas de 10.000 cópias, de ouro na Alemanha pelas vendas de 25.000 cópias, e dupla platina no Reino Unido pelas vendas de 100.000 cópias.

## Impacto e legado

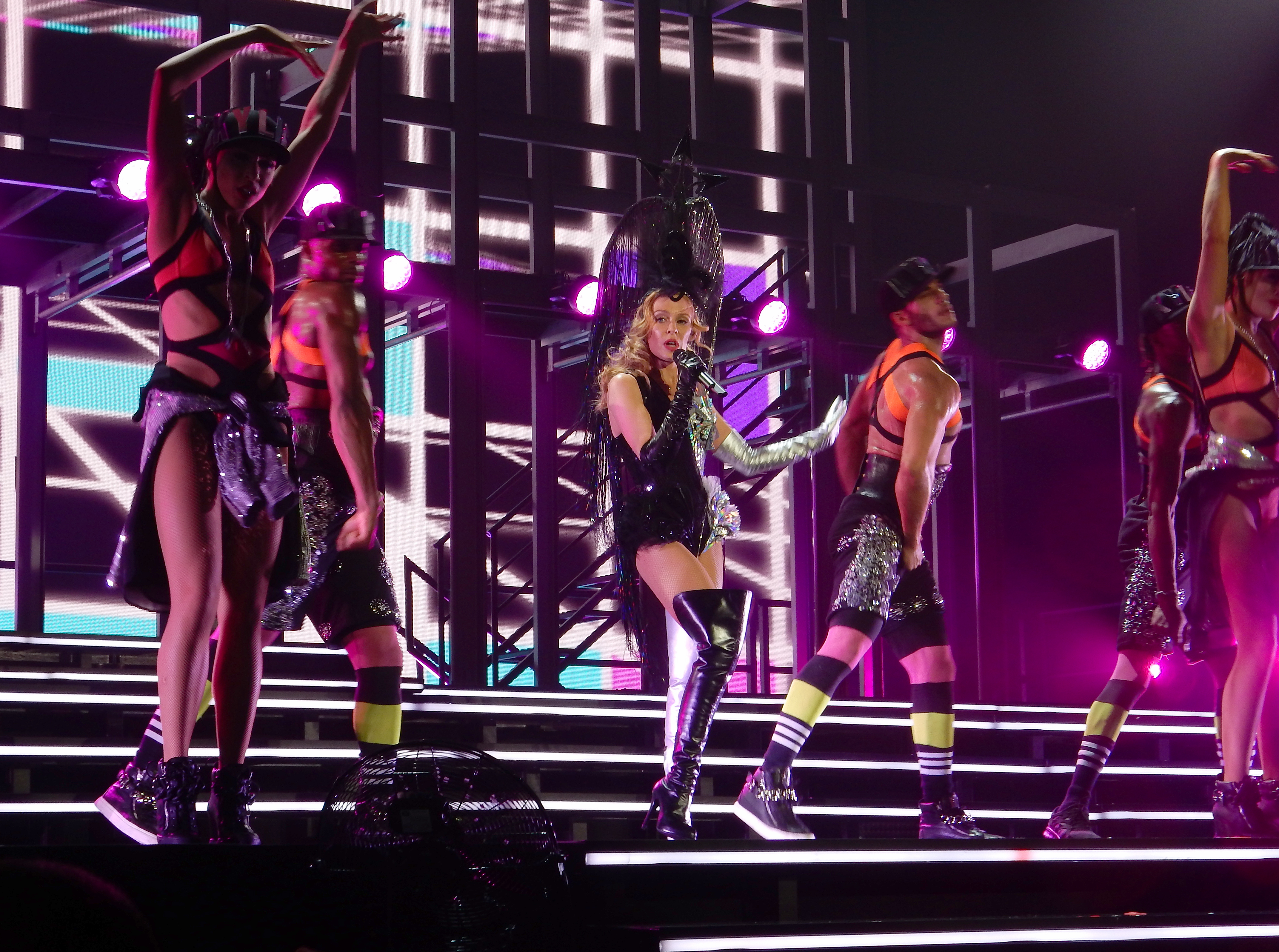
Minogue performando "Love at First Sight" na turnê Kiss Me Once Tour (2014).

Após seu lançamento, Fever vendeu 14 milhões de cópias em âmbito global, tornando-se álbum mais vendido de Minogue, mantendo o posto até hoje. O primeiro single do álbum "Can't Get You Out of My Head" atingiu um pico no topo das paradas em 40 países e vendeu mais de cinco milhões de cópias em todo o mundo, tornando-se o single mais vendido de Minogue até à data e um dos singles mais vendidos de todos os tempos. A canção é notável por ser a comercial maior e mais forte que fez a descoberta de Minogue nos Estados Unidos, uma região em que Minogue anteriormente tinha conseguido alcançar pouco sucesso. Ela também é considerada por ser a canção assinatura de Minogue. Devido ao impacto comercial do single, o álbum teve um sucesso semelhante nos Estados Unidos e fez Minogue ganhar sua única certificação de álbum, sendo platina, na região. O sucesso do álbum na Rússia levou Minogue se tornar a primeiro artista musical não-russa a ser premiada com "diamante" pela Federação Nacional de Produtores Fonográficos. De acordo com a IFPI, Fever foi o trigésimo álbum mais vendido globalmente no ano de 2002.
Após seu lançamento, Fever foi considerado um exemplo proeminente das "reinvenções" constantes de Minogue. A imagem que ela adotou durante este período foi descrita por Baker como "escorregadia, minimalista e pós-moderna", e foi visto como um passo a frente, pelo tom "camp-infundido" de Light Years. Larissa Dubecki, da The Age, usou o termo "diva do nu-disco" para descrever Minogue durante este período. Andy Battaglia do The A.V. Club opinou que a imagem pública do Minogue e sua persona em seus vídeos musicais "a apresentou como uma musa mecânica cujo cada gesto surtou e trancou no lugar com o som de um selo de vácuo". Adrien Begrand de PopMatters sentiu que a simplicidade do álbum fez dele um "elegante pedaço de trabalho". Robbie Daw da Idolator apontou que a gravação do hit de 2004 de Britney Spears "Toxic", o álbum de retorno de Madonna "Confessions on a Dance Floor" (2005), a estreia musical de Paris Hilton "Paris" (2006), e a mudança de estações de rádio, que mudaram para reproduzir "mais sons orientados groove" podem ter seguido o lançamento de Fever, embora tenha admitido que "nós não temos nenhuma maneira de saber se o oitavo álbum de estúdio de Minogue foi diretamente responsável por esses acontecimentos pop". Chris True da AllMusic em sua biografia de Minogue, comentou que o lançamento do álbum e o single "Can't Get You Out of My Head" cimentou a sua posição como um ícone internacional da música, dizendo: "Seu lugar na história da música pop seria consolidado em 2001, e ela iria ser reintroduzida para a América depois de mais uma década".
Fever também trouxe para Minogue uma série de elogios e indicações a prêmios. Na cerimônia do ARIA Music Awards de 2002, o álbum ganhou os prêmios de "Melhor Lançamento Pop" e "Melhor Álbum Vendido", e recebeu uma indicação na categoria de "Álbum do Ano". Na mesma cerimônia, "Can't Get You Out of My Head" ganhou os prêmios de "Single do Ano" e "Melhor Single Vendido", e Minogue ganhou o "Outstanding Achievement Award". Na cerimônia do Brit Awards de 2002, Fever venceu o prêmio de "Melhor Álbum Internacional", enquanto Minogue foi nomeada para "Melhor Artista Solo Feminina Internacional" e "Melhor Artista Pop", ganhando o primeiro. Na cerimônia do MTV Europe Music Awards de 2002, o álbum foi nomeado como "Melhor Álbum", e Minogue foi nomeada na categoria "Melhor Artista Feminina", "Melhor Artista Dance", e "Melhor Artista Pop", vencendo os dois últimos. Durante este período, Minogue ganhou seu primeiro Grammy Award quando "Love at First Sight" foi indicado na categoria de "Melhor Gravação Dance" na cerimônia de 2003, apesar de ter perdido pela canção "Days Go By", da banda eletrônica britânica Dirty Vegas. Ela finalmente ganhou o Grammy quando "Come Into My World" foi indicado na mesma categoria na cerimônia de premiação de 2004. É a primeira vez que um artista da música australiana tinha ganhado um prêmio em uma categoria importante na premiação americana desde a banda de rock australiana Men at Work, que ganhou o prêmio de "Melhor Artista Novo" em 1982. A canção é o único prêmio Grammy de Minogue até a data.

## Lista de faixas
| Edição padrão  |                                |                                                                             |                    |         |  |
| N.º            | Título                         | Compositor(es)                                                              | Produtor(es)       | Duração |  |
| 1.             | "More More More"               | TommyD Liz Winstanley                                                       | TommyD             | 4:40    |  |
| 2.             | "Love at First Sight"          | Kylie Minogue Richard Stannard Julian Gallagher Ash Howes Martin Harrington | Stannard Gallagher | 3:57    |  |
| 3.             | "Can't Get You Out of My Head" | Cathy Dennis Rob Davis                                                      | Dennis Davis       | 3:49    |  |
| 4.             | "Fever"                        | Greg Fitzgerald Tom Nichols                                                 | Fitzgerald         | 3:30    |  |
| 5.             | "Give It to Me"                | Minogue Mark Picchiotti Steve Anderson                                      | Picchiotti         | 2:48    |  |
| 6.             | "Fragile"                      | Davis                                                                       | Davis              | 3:44    |  |
| 7.             | "Come Into My World"           | Dennis Davis                                                                | Dennis Davis       | 4:30    |  |
| 8.             | "In Your Eyes"                 | Minogue Stannard Gallagher Howes                                            | Stannard Gallagher | 3:18    |  |
| 9.             | "Dancefloor"                   | Anderson Dennis                                                             | Anderson           | 3:23    |  |
| 10.            | "Love Affair"                  | Minogue Stannard Gallagher                                                  | Stannard Gallagher | 3:47    |  |
| 11.            | "Your Love"                    | Minogue Pascal Gabriel Paul Statham                                         | Gabriel Statham    | 3:47    |  |
| 12.            | "Burning Up"                   | Fitzgerald Nichols                                                          | Fitzgerald Nichols | 3:59    |  |
| Duração total: | Duração total:                 | Duração total:                                                              | Duração total:     | 45:27   |  |

| Faixa bônus australiana |             |                         |                 |         |  |
| N.º                     | Título      | Compositor(es)          | Produtor(es)    | Duração |  |
| 13.                     | "Tightrope" | Minogue Gabriel Statham | Gabriel Statham | 4:27    |  |

| Faixas bônus japonesa |                  |                                         |                              |         |  |
| N.º                   | Título           | Compositor(es)                          | Produtor(es)                 | Duração |  |
| 12.                   | "Good Like That" | Joe Belmaati Mich Hansen Kara DioGuardi | Cutfather Belmaati DioGuardi | 3:33    |  |
| 13.                   | "Baby"           | Winstanley Bottolf Lodemal Lars Aass    | Winstanley Lodemal Aass      | 3:49    |  |
| 14.                   | "Burning Up"     | Fitzgerald Nichols                      | Fitzgerald Nichols           | 3:59    |  |

| Faixas bônus da edição americana |             |                            |                    |         |  |
| N.º                              | Título      | Compositor(es)             | Produtor(es)       | Duração |  |
| 13.                              | "Boy"       | Minogue Stannard Gallagher | Stannard Gallagher | 3:47    |  |
| 14.                              | "Butterfly" | Minogue Anderson           | Picchiotti         | 4:09    |  |

| Edição especial |                                                                      |         |  |
| N.º             | Título                                                               | Duração |  |
| 1.              | "Can't Get Blue Monday Out of My Head"                               | 4:03    |  |
| 2.              | "Love at First Sight" (The Scumfrog's Beauty & the Beast Vocal Edit) | 4:28    |  |
| 3.              | "Can't Get You Out of My Head" (Deluxe's Dirty Dub)                  | 6:52    |  |
| 4.              | "In Your Eyes" (Roger Sanchez's Release the Dub Mix)                 | 7:18    |  |
| 5.              | "Love at First Sight" (Ruff & Jam US Radio Mix)                      | 3:49    |  |
| 6.              | "Come into My World" (Fischerspooner Mix)                            | 4:20    |  |
| 7.              | "Whenever You Feel Like It"                                          | 4:05    |  |

| Faixas bônus da edição especial japonesa |                                                      |         |  |
| N.º                                      | Título                                               | Duração |  |
| 8.                                       | "Tightrope"                                          | 4:29    |  |
| 9.                                       | "Can't Get You Out of My Head" (K&M's Mindprint Mix) | 6:35    |  |
| 10.                                      | "In Your Eyes" (Jean Jacques Smoothie Mix)           | 6:21    |  |
| 11.                                      | "Can't Get You Out of My Head" (vídeo musical)       | 3:50    |  |
| 12.                                      | "In Your Eyes" (vídeo musical)                       | 3:18    |  |
| 13.                                      | "Love at First Sight" (vídeo musical)                | 3:58    |  |
| 14.                                      | "Come Into My World" (vídeo musical)                 | 4:14    |  |

| Can't Get You Out of My Head (Remixes - CD bônus) |                                                              |         |  |
| N.º                                               | Título                                                       | Duração |  |
| 1.                                                | "Can't Get You Out of My Head" (K & M Mix)                   | 6:37    |  |
| 2.                                                | "Can't Get You Out of My Head" (Nick Faber Remix)            | 6:02    |  |
| 3.                                                | "Can't Get You Out of My Head" (Plastika Mix)                | 9:28    |  |
| 4.                                                | "Can't Get You Out of My Head" (Deluxe's Dirty Dub)          | 6:51    |  |
| 5.                                                | "Can't Get You Out of My Head" (Superchumbo Todo Mamado Mix) | 8:35    |  |
| 6.                                                | "Can't Get You Out of My Head" (Superchumbo Leadhead Mix)    | 7:05    |  |

| AVCD bônus |                                                |         |  |
| N.º        | Título                                         | Duração |  |
| 1.         | "Sem título"                                   | 0:06    |  |
| 2.         | "Can't Get You Out of My Head" (vídeo musical) | 3:50    |  |
| 3.         | "In Your Eyes" (vídeo musical)                 | 3:19    |  |
| 4.         | "Spinning Around" (vídeo musical)              | 3:30    |  |
| 5.         | "On a Night Like This" (vídeo musical)         | 4:10    |  |
| 6.         | "Can't Get You Out of My Head" (K&M Mix)       | 6:36    |  |
| 7.         | "In Your Eyes" (Jean Jacques Smoothie Mix)     | 6:23    |  |
| 8.         | "Spinning Around"                              | 3:28    |  |
| 9.         | "Boy"                                          | 3:50    |  |
| 10.        | "Rendezvous at Sunset"                         | 3:24    |  |

## Desempenho nas tabelas musicais
No país natal de Minogue, Austrália, Fever entrou e chegou a primeira posição na Australian Albums Chart na semana de 21 de outubro de 2001, e ficou um total de cinco semanas na posição. Nesta região, Fever foi certificado sete vezes platina pelas vendas de 490 mil cópias pela Australian Recording Industry Association (ARIA). O sucesso do álbum na Austrália era tal que ele foi listado entre os dez de álbuns mais vendidos do país em 2001 e 2002 nos números cinco e quatro, respectivamente. Ele também se tornou o melhor álbum dance mais vendido no país em 2001 e 2002. No Reino Unido, Fever entrou e ficou na primeira posição no UK Albums Chart na semana de 13 de outubro de 2001, passando um total de duas semanas na posição. O álbum passou um total de 70 semanas dentro do top 40 da parada. Nesta região, o álbum foi certificado cinco vezes platina pela British Phonographic Industry (BPI) pelas vendas de 1.500.000 cópias.
O álbum teve o sucesso similar em outras regiões. Na Áustria, o álbum entrou na primeira posição na Austrian Albums Chart e passou um total de 29 semanas na parada. Neste território, foi disco de platina pelas vendas de 15.000 cópias pela Federação Internacional da Indústria Fonográfica. Na Dinamarca, o álbum entrou na quarta posição no Danish Albums Chart e ficou uma semana nessa posição. Nesta região, ele foi certificado ouro pela Federação Internacional da Indústria Fonográfica. Na França, o álbum entrou no French Albums Chart na 51ª posição e chegou a 21ª posição, gastando um total de três semanas a esta posição. Nessa região, o álbum foi disco de platina pelas vendas de 100.000 cópias pelo Syndicat National de l'Édition Phonographique. Na Alemanha, o álbum alcançou a primeira posição na German Albums Chart por duas semanas. Nesta região, foi disco de platina tripla pela Federal Association of Music Industry pelas vendas de 500.000 cópias. Na Irlanda, o álbum entrou na Irish Albums Chart na segunda posição e chegou a primeira posição, gastando um total de uma semana nesta mesma. Na Nova Zelândia, o álbum entrou e repicou na terceira posição na New Zealand Albums Chart, gastando um total de uma semana nesta posição. Nessa região, o álbum foi certificado platina dupla pela Recording Industry Association of New Zealand pelas vendas de 30.000 cópias. Na Suíça, o álbum entrou na Swiss Albums Chart na décima-segunda posição, e alcançou a terceira posição, gastando um total de uma semana no cargo. Neste território, o álbum foi certificado de platina dupla pela Federação Internacional da Indústria Fonográfica pelas vendas de 40.000 cópias.
Nos Estados Unidos, o álbum vendeu mais de 455 mil cópias em sua primeira semana e estreou na terceira posição no Billboard 200, tornando-se o álbum com mais gráficos de Minogue na região até a data. Nesta região, o álbum foi disco de platina tirpla pela Recording Industry Association of America pelas vendas de 3.000.000 cópias. No Canadá, o álbum alcançou a décima posição na Canadian Albums Chart e passou um total de duas semanas na parada. Nesta região, o álbum foi certificado de platina dupla pelas vendas de 200.000 cópias pela Music Canada. Fever já vendeu mais de 14 milhões de cópias pelo mundo.
| Tabela musical (2001–02)              | Melhor posição |
| ------------------------------------- | -------------- |
| Austrália (ARIA)                      | 1              |
| Áustria (Ö3 Austria Top 40)           | 1              |
| Bélgica (Ultratop Flandres)           | 1              |
| Bélgica (Ultratop Valônia)            | 1              |
| Canadá (Billboard)                    | 1              |
| Dinamarca (Hitlisten)                 | 1              |
| Países Baixos (Dutch Charts)          | 2              |
| Finlândia (Suomen virallinen lista)   | 2              |
| França (SNEP)                         | 2              |
| Alemanha (Offizielle Deutsche Charts) | 1              |
| Grécia (IFPI)                         | 3              |
| Hungria (MAHASZ)                      | 3              |
| Irlanda (IRMA)                        | 1              |
| Itália (FIMI)                         | 3              |
| Japão (Oricon)                        | 4              |
| Nova Zelândia (RMNZ)                  | 3              |
| Noruega (VG-lista)                    | 4              |
| Polónia (ZPAV)                        | 12             |
| Suécia (Sverigetopplistan)            | 10             |
| Suíça (Schweizer Hitparade)           | 3              |
| Reino Unido (UK Albums Chart)         | 1              |
| Estados Unidos (Billboard 200)        | 3              |

| País (Empresa)        | Certificação |
| --------------------- | ------------ |
| Austrália (ARIA)      | 7× Platina   |
| Áustria (VOMC)        | Platina      |
| Hungria (MAHASZ)      | Platina      |
| Reino Unido (BPI)     | 8× Platina   |
| Estados Unidos (RIAA) | 3× Platina   |
| União Europeia (IFPI) | 6× Platina   |